# یازده طلایی (اونز طلایی)
اونز طلایی (فوتبالیست اروپایی سال Onze Mondial) جایزه‌ای که توسط مجله فرانسوی اونز موندیال (Onze Mondial) از سال ۱۹۷۶ به بهترین بازیکن سال اروپا اهدا می‌شود. از سال ۱۹۹۱ یک رای نیز برای بهترین سرمربی سال گرفته می‌شود.
خوانندگان اونز موندیال بهترین تیم فصل خود را انتخاب می‌کنند که در آن اونز د اونز (Onze de Onze)(یازده از یازده) از میان سه بازیکن برتر فهرست انتخاب شده و به ترتیب اول تا سوم، اونز طلایی (Onze d'Argent)، اونز نقره‌ای (Onze d'Or) و  اونز برنزی (Onze de Bronze) به سه نفر اول اهدا می‌شود.
لیونل مسی تنها بازیکنی است که برنده اونز طلایی در چهار نوبت (۲۰۰۹، ۲۰۱۱، ۲۰۱۲، ۲۰۱۸) شده‌است و تنها دو بازیکن دیگر نیز برنده همین جایزه در سه نوبت شده‌اند یعنی میشل پلاتینی (۱۹۸۳، ۱۹۸۴، ۱۹۸۵) و زین الدین زیدان (۱۹۹۸، ۲۰۰۰، ۲۰۰۱).
در بیستمین سال سالگرد این مجله در سال ۱۹۹۵، یک جایزه به نام سوپر اونز طلایی انتخاب شد که از میان برندگان قبلی، پنج بازیکن انتخاب شده بودند:
میشل پلاتینی، مارکو فان باستن، دیگو مارادونا، روبرتو باجو و روماریو

## برندگان

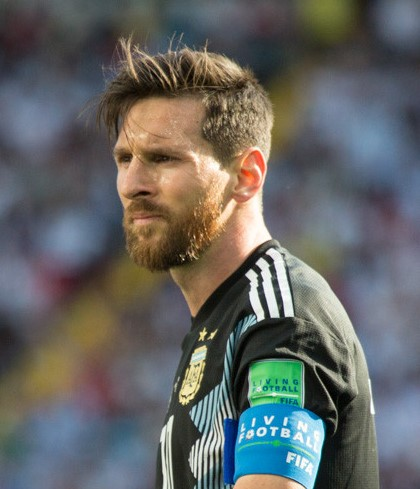
لیونل مسی با ۴ جایزه رکورددار است

### بازیکنان
| سال     | اونز طلایی          | اونز نقره ایی         | اونز برنزی            |
| ------- | ------------------- | --------------------- | --------------------- |
| ۱۹۷۶    | راب رنسنبرینک       | کوین کیگان            | دومنیک روشتو          |
| ۱۹۷۷    | کوین کیگان          | میشل پلاتینی          | آلان سیمونسن          |
| ۱۹۷۸    | ماریو کمپس          | هانس کرانکل           | راب رنسنبرینک         |
| ۱۹۷۹    | کوین کیگان          | تروور فرانسیس         | راب رنسنبرینک         |
| ۱۹۸۰    | کارل-هاینتس رومنیگه | کوین کیگان            | هورشت هروبش           |
| ۱۹۸۱    | کارل-هاینتس رومنیگه | پائول برایتنر         | یان کولمانس           |
| ۱۹۸۲    | پائولو روسی         | آلن ژیرس              | پائولو روبرتو فالکائو |
| ۱۹۸۳    | میشل پلاتینی        | پائولو روبرتو فالکائو | کارل-هاینتس رومنیگه   |
| ۱۹۸۴    | میشل پلاتینی        | ژان تیگانا            | پربن الکیر لارسن      |
| ۱۹۸۵    | میشل پلاتینی        | پربن الکیر لارسن      | دیگو مارادونا         |
| ۱۹۸۶    | دیگو مارادونا       | مانوئل آماروس         | گری لینکر             |
| ۱۹۸۷    | دیگو مارادونا       | مارکو فان باستن       | ژان تیگانا            |
| ۱۹۸۸    | مارکو فان باستن     | رود گولیت             | دیگو مارادونا         |
| ۱۹۸۹    | مارکو فان باستن     | رود گولیت             | ژان-پیر پاپن          |
| ۱۹۹۰    | لوتار ماتئوس        | سالواتوره اسکیلاچی    | ژان-پیر پاپن          |
| ۱۹۹۱    | ژان پیر پاپن        | کریس وادل             | لوتار ماتئوس          |
| ۱۹۹۲    | هریستو استویچکوف    | مارکو فان باستن       | ژان-پیر پاپن          |
| ۱۹۹۳    | روبرتو باجو         | آلن بوکشیچ            | روماریو               |
| ۱۹۹۴    | روماریو             | هریستو استویچکوف      | روبرتو باجو           |
| ۱۹۹۵    | جرج وه‌آ             | روبرتو باجو           | پائولو مالدینی        |
| ۱۹۹۶    | اریک کانتونا        | جرج وه‌آ               | ماتیاس سامر           |
| ۱۹۹۷    | رونالدو             | زین‌الدین زیدان        | مارکو سیمونه          |
| ۱۹۹۸    | زین‌الدین زیدان      | فابین بارتز           | امانوئل پتی           |
| ۱۹۹۹    | ریوالدو             | دیوید بکام            | زین‌الدین زیدان        |
| ۲۰۰۰    | زین‌الدین زیدان      | لوئیس فیگو            | تیری آنری             |
| ۲۰۰۱    | زین‌الدین زیدان      | مایکل اوون            | رابرت پیرس            |
| ۲۰۰۲    | رونالدو             | زین‌الدین زیدان        | رونالدینیو            |
| ۲۰۰۳    | تیری آنری           | زین‌الدین زیدان        | دیوید بکام            |
| ۲۰۰۴    | دیدیه دروگبا        | تیری آنری             | رونالدینیو            |
| ۲۰۰۵    | رونالدینیو          | استیون جرارد          | تیری آنری             |
| ۲۰۰۶    | تیری آنری           | رونالدینیو            | فرانک ریبری           |
| ۲۰۰۷    | کاکا                | کریستیانو رونالدو     | دیدیه دروگبا          |
| ۲۰۰۸    | کریستیانو رونالدو   | لیونل مسی             | فرانک ریبری           |
| ۲۰۰۹    | لیونل مسی           | کریستیانو رونالدو     | آندرس اینیستا         |
| ۲۰۱۰–۱۱ | لیونل مسی           | آندرس اینیستا         | کریستیانو رونالدو     |
| ۲۰۱۱–۱۲ | لیونل مسی           | کریستیانو رونالدو     | رادامل فالکائو        |
| ۲۰۱۴–۱۵ | آنتوان گریزمن       | پل پوگبا              | الکساندر لاکازت       |
| ۲۰۱۶–۱۷ | کریستیانو رونالدو   | لیونل مسی             | آنتوان گریزمن         |
| ۲۰۱۷–۱۸ | لیونل مسی           | محمد صلاح             | کریستیانو رونالدو     |
| ۲۰۱۸–۱۹ | سادیو مانه          | لیونل مسی             | کیلین امباپه          |
| ۲۰۲۰–۲۱ | کریم بنزما          | لیونل مسی             | روبرت لواندوفسکی      |
| ۲۰۲۱–۲۲ | کریم بنزما          | سادیو مانه            | روبرت لواندوفسکی      |
| ۲۰۲۲–۲۳ | ارلینگ هالند        | کریم بنزما            | کیلین امباپه          |

### سرمربیان

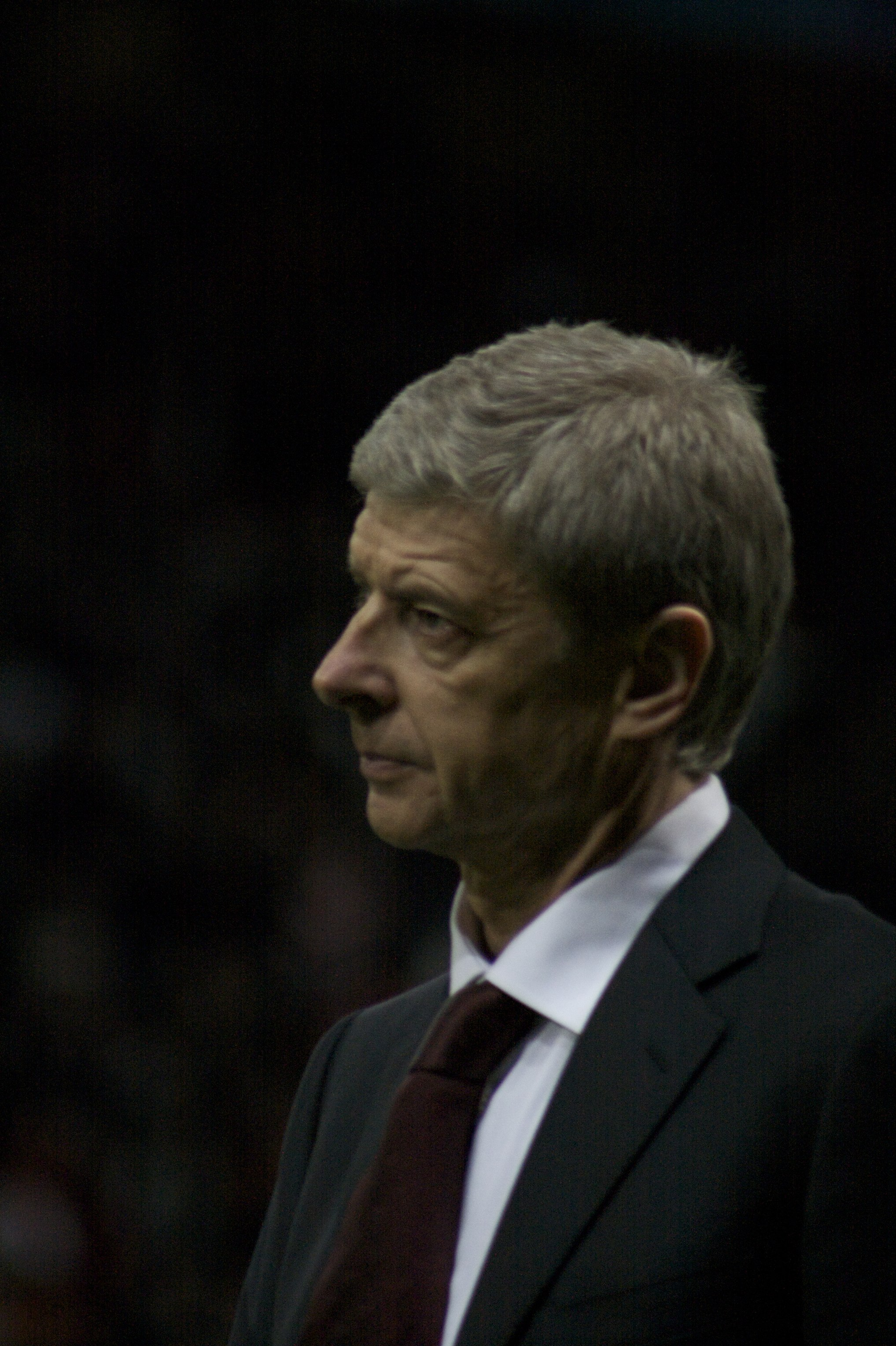
آرسن ونگر به عنوان سرمربی آرسنال با ۴ جایزه رکورددار است

| سال      | مربی           | باشگاه             |
| -------- | -------------- | ------------------ |
| ۱۹۹۱     | ریموند گوتالس  | المپیک مارسی       |
| ۱۹۹۲     | یوهان کرایف    | بارسلونا           |
| ۱۹۹۳     | ریموند گوتالس  | المپیک مارسی       |
| ۱۹۹۴     | یوهان کرایف    | بارسلونا           |
| ۱۹۹۵     | لوئی فان خال   | آژاکس آمستردام     |
| ۱۹۹۶     | گای رو         | باشگاه فوتبال اوسر |
| ۱۹۹۷     | مارچلو لیپی    | یوونتوس            |
| ۱۹۹۸     | امه ژاکه       | تیم ملی فرانسه     |
| ۱۹۹۹     | الکس فرگوسن    | منچستر یونایتد     |
| ۲۰۰۰     | آرسن ونگر      | آرسنال             |
| ۲۰۰۱     | ژرار هولیه     | لیورپول            |
| ۲۰۰۲     | آرسن ونگر      | آرسنال             |
| ۲۰۰۳     | آرسن ونگر      | آرسنال             |
| ۲۰۰۴     | آرسن ونگر      | آرسنال             |
| ۲۰۰۵     | ژوزه مورینیو   | چلسی               |
| ۲۰۰۶     | فرانک ریکارد   | بارسلونا           |
| ۲۰۰۷     | الکس فرگوسن    | منچستر یونایتد     |
| ۲۰۰۸     | الکس فرگوسن    | منچستر یونایتد     |
| ۲۰۰۹     | پپ گواردیولا   | بارسلونا           |
| ۲۰۱۰–۱۱  | پپ گواردیولا   | بارسلونا           |
| ۲۰۱۱۱–۱۲ | پپ گواردیولا   | بارسلونا           |
| ۲۰۱۴–۱۵  | هوبرت فورنیه   | المپیک لیون        |
| ۲۰۱۶–۱۷  | زین‌الدین زیدان | رئال مادرید        |
| ۲۰۱۷–۱۸  | زین‌الدین زیدان | رئال مادرید        |
| ۲۰۱۸–۱۹  | یورگن کلوپ     | لیورپول            |
| ۲۰۲۰–۲۱  | زین‌الدین زیدان | رئال مادرید        |
| ۲۰۲۱–۲۲  | کارلو آنچلوتی  | رئال مادرید        |
| ۲۰۲۲–۲۳  | کارلو آنچلوتی  | رئال مادرید        |

### برنده توسط سرمربی
| مربی           | مجموع |
| -------------- | ----- |
| آرسن ونگر      | ۴     |
| زین‌الدین زیدان | ۳     |
| آلکس فرگوسن    | ۳     |
| پپ گواردیولا   | ۳     |
| ریموند گوتالس  | ۲     |
| کارلو آنچلوتی  | ۲     |
| یوهان کرایف    | ۲     |
| لوئی فان خال   | ۱     |
| گای رو         | ۱     |
| مارچلو لیپی    | ۱     |
| امه ژاکه       | ۱     |
| ژرار هولیه     | ۱     |
| ژوزه مورینیو   | ۱     |
| هوبرت فورنی    | ۱     |
| یورگن کلوپ     | ۱     |